# Comté de Kent (Texas)
Pour les articles homonymes, voir Comté de Kent.
Le comté de Kent, en anglais : Kent County, est un comté situé dans le nord de l'État du Texas, aux États-Unis. Le siège du comté est la ville de Jayton. Le comté est nommé d'après Andrew Kent, un soldat du siège de Fort Alamo. Selon le  recensement de 2020, sa population est de 753 habitants.
Le comté a une superficie de 2 339 km2, dont 2 337 km2 en surfaces terrestres.